# Opisthograptis sulphurea
Opisthograptis sulphurea är en fjärilsart som beskrevs av Butler 1880. Opisthograptis sulphurea ingår i släktet Opisthograptis och familjen mätare. Inga underarter finns listade i Catalogue of Life.